# Lee Chae-yeon
Đây là một tên người Triều Tiên, họ là Lee.
Lee Chae-yeon (tiếng Hàn: 이채연; Hanja: 李彩演, Hán Việt: Lý Thái Diễn, sinh ngày 11 tháng 1 năm 2000), là nữ ca sĩ và vũ công người Hàn Quốc thuộc quyền quản lý của công ty giải trí WM Entertainment. Lee Chae-yeon là cựu thành viên nhóm nhạc nữ dự án Hàn-Nhật IZ*ONE thông qua chương trình sống còn tuyển chọn Produce 48 của Mnet, tạo ra nhóm nhạc nữ dự án hoạt động trong vòng 2,5 năm.
Lee Chae-yeon cũng từng tham gia chương trình tuyển chọn thành viên cho nhóm nhạc nữ TWICE mang tên Sixteen do JYP Entertainment điều hành nhưng đã bị loại.

## Tiểu sử
Lee Chae-yeon sinh ngày 11 tháng 1 năm 2000 tại Hàn Quốc. Cô có 2 em gái là Chae-ryeong (ITZY, 2001) và Chaemin (2006). Nhà cô nuôi hai chú chó tên Chaeri và Chaeso.
Cô thông thạo 2 ngôn ngữ: Tiếng Hàn, Tiếng Nhật đồng thời có một sự hiểu biết nhất định về Tiếng Anh.
Từ khi còn nhỏ cô đã tỏ ra thích thú với việc ca hát và nhảy múa. Trước khi gia nhập WM, cô đã thực tập tại JYP.Lee Chae-yeon đã được đào tạo làm thực tập sinh trong vòng 4 năm sau đó ra mắt lần đầu tiên với tư cách thành viên của IZ*ONE.
Cô nàng khá thân thiết với Jeon Somi; Daehwi, Woojin, Jeon Woong (AB6IX); Jiwon (fromis 9); tất cả thành viên trong TWICE; các thành viên trong ITZY; Yoojung (Weki Meki); Hyunjin, Changbin, Bang Chan (Stray Kids); Allen (Cravity) và nữ idol Natty (cựu thí sinh chương trình sống còn Sixteen và Idol School) và nhiều nghệ sĩ khác trong ngành.
Cô được các fan đặt cho biệt danh là "Feather" (lông vũ) nhờ khả năng vũ đạo tuyệt vời của mình. Không chỉ vậy cô còn được Seulgi (Red Velvet) khen ngợi về khả năng vũ đạo của mình

## Sự nghiệp

### Pre-debut
Năm 2012, Lee Chae-yeon thi vào Fantagio Music nhưng không đậu. Sau đó đến năm 2014, cô thi Kpop Star 3 nhưng bị loại, sau đó được chọn làm thực tập sinh tại JYP Entertainment.
Năm 2015, cô tham gia Sixteen. Đáng tiếc cô bị loại ngay vòng đầu tiên và không được debut với Twice dù cô có tài năng rất nổi trội
Năm 2016, cô rời JYP Entertainment và chuyển đến WM Entertainment.
Năm 2018, cô tham gia Produce 48 cùng với hai thực tập sinh Lee Seung-hyun và Cho Yong-in cùng công ty. Cô chiếm được nhiều cảm tình từ phía các huấn luyện viên của chương trình Produce 48 nhờ khả năng nhảy và hát của mình.

### 2018: Tham gia Produce 48
Ngay từ tập đầu tiên khi tham gia chương trình, Lee Chae-yeon đã khiến các thực tập sinh và huấn luyện viên bất ngờ với khả năng nhảy ngoạn mục. Khi đó, Lee Chae-yeon được các huấn luyện viên yêu cầu nhảy một đoạn freestyle ngắn và cô đã hoàn thành xuất sắc và khiến huấn luyện viên phải nể phục. Tại đây, cô được đánh giá là thí sinh mạnh vì sở hữu tài năng nổi trội về vũ đạo và cô được xếp vào lớp A (lớp giỏi nhất), cô đứng thứ 29 ở tập 1, sau đó tiến đến hạng 10 ở tập 3, 4 và 5. Ở tập 8, Lee Chae-yeon tụt 7 hạng xuống hạng 17 nhưng sau đó cô đã leo lên hạng 12 ở tập 9. Trước thềm chung kết, cô đã cho các nhà sản xuất quốc dân thấy được ngoài vũ đạo cô cũng rất tốt ở mặt vocal trong buổi đánh giá hình tượng (Concept Evaluation), Lee Chae-yeon ở hạng 3. Trong tập cuối của Produce 48 đêm chung kết vào ngày 31-8-2018. Thứ hạng của cô là 12 - Lee Chae-yeon là thí sinh cuối cùng trong danh sách debut của nhóm nhạc IZ*ONE.

### 2018-2021: Hoạt động với IZ*ONE
Trong tập cuối của chương trình Produce 48, Lee Chae-yeon xếp hạng thứ 12 chung cuộc với 221.273 phiếu bầu và được ra mắt cùng nhóm nhạc nữ IZ*ONE.
29-10-2018, cô ra mắt chính thức cùng với IZ*ONE trong mini album  COLOR*IZ cùng ca khúc chủ đề "La Vie en Rose", cô đảm nhận vai trò Main Dancer, Lead Vocal, Lead Rapper trong nhóm.
1-4-2019, Lee Chae-yeon cùng các thành viên khác trong IZ*ONE chính thức trở lại sân khấu Hàn Quốc với mini-album thứ hai HEART*IZ cùng bài hát chủ đề "Violeta".
17-2-2020, Lee Chae-yeon cùng nhóm đã phát hành album phòng thu đầu tiên của mình BLOOM*IZ với bài hát chủ đề "Fiesta".
15-6-2020, Lee Chae-yeon cùng IZ*ONE trở lại với mini Album Oneiric Diary. Còn bài hát chủ đề "Secret Story of the Swan" được ra mắt vào trưa ngày hôm sau đó (16/6).
21-10-2020, nhóm phát hành album phòng thu tiếng Nhật đầu tiên Twelve cùng ca khúc chủ đề "Beware".
7-12-2020, Lee Chae-yeon cùng IZ*ONE đã phát hành mini album thứ tư của nhóm One-reeler/Act IV với ca khúc chủ đề "Panorama".
26-1-2021, IZ*ONE ra mắt bài hát "D-D-Dance" trên nền tảng giải trí Kpop toàn cầu Universe, với MV chính thức phát hành sau đó 2 ngày.
29-4-2021, IZ*ONE chính thức khép lại hoạt động dự án theo nhóm, Lee Chae-yeon quay về với công ty chủ quản WM Ent để tiếp tục cho các hoạt động tương lai của mình.

### 2021: Cover nhảy ca khúc “Peaches” của Justin Bieber, tham gia chương trình“Street Woman Fighter”và bị loại
23-2-2021, Lee Chae-yeon đã mở một tài khoản SNS đầu tiên trên Instagram tên @chaestival_
11-6-2021, công ty quản lý của cô là WM Entertaiment đã đăng tải video cover nhảy ca khúc “Peaches” của Justin Bieber do cô trình bày.
18-8-2021, Lee Chae-yeon mở tài khoản Twitter của mình @oficial_LCY
Lee Chae-yeon xác nhận tham gia chương trình "Street Woman Fighter" lên sóng tập đầu tiên vào ngày 24/8. Đây là chương trình vũ đạo sống còn do Mnet sản xuất, cô là thành viên thuộc team WANT (Hyojin Choi, Emma, Rozalin, Moana, Lee Chae-yeon). Vào ngày 5 tháng 10 năm 2021, Lee Chae-yeon và WANT Crew đã bị loại khỏi "Street Woman Fighter" của Mnet sau khi thua trong Mega Crew Mission.

### 2022: Sự nghiệp solo
Vào ngày 7 tháng 9 năm 2022, có tin đồn rằng Chae Yeon sẽ ra mắt solo với một album trong tương lai gần. Vào ngày 15 tháng 9, WM Entertainment đã xác nhận tin đồn và tuyên bố rằng Chaeyeon sẽ ra mắt solo vào khoảng tháng 10.
Vào ngày 21 tháng 9, có thông tin tiết lộ rằng Chae Yeon sẽ ra mắt solo vào ngày 12 tháng 10 với mini album đầu tiên, "Hush Rush".

## Hoạt động với tư cách thành viênIZ*ONE

### Danh sách đĩa nhạc
| Năm       | Ngày phát hành | Ca khúc chủ đề           | Album             | Ghi chú    |            | Năm         | Ngày phát hành   | Ca khúc chủ đề   | Album      | Ghi chú |
| Tiếng Hàn | Tiếng Hàn      | Tiếng Hàn                | Tiếng Hàn         | Tiếng Hàn  | Tiếng Nhật | Tiếng Nhật  | Tiếng Nhật       | Tiếng Nhật       | Tiếng Nhật |         |
| 2018      | 29 tháng 10    | La Vie En Rose           | COLOR*IZ          | Mini Album | 2019       | 6 tháng 2   | Suki To Iwasetai | Suki To Iwasetai | Đĩa đơn    |         |
| 2019      | 1 tháng 4      | Violeta                  | HEART*IZ          | Mini Album | 2019       | 26 tháng 6  | Buenos Aires     | Buenos Aires     | Đĩa đơn    |         |
| 2020      | 17 tháng 2     | Fiesta                   | BLOOM*IZ          | Full Album | 2019       | 25 tháng 9  | Vampire          | Vampire          | Đĩa đơn    |         |
| 2020      | 15 tháng 6     | Secret Story of the Swan | Oneiric Diary     | Mini Album | 2020       | 21 tháng 10 | Beware           | Twelve           | Full Album |         |
| 2020      | 7 tháng 12     | Panorama                 | One-reeler/Act IV | Mini Album |            |             |                  |                  |            |         |

### Tham gia sản xuất
| Năm  | Nghệ sĩ | Album         | Ca khúc                           | Vai trò                 |
| 2019 | IZ*ONE  | Heart*IZ      | Gokigen Sayonara (Korean version) | Viết lời tiếng Hàn      |
| 2020 | IZ*ONE  | Oneiric Dairy | With*One                          | Viết lời, đồng sáng tác |

### Sản phẩm hợp tác
| Năm  | Tên sản phẩm                | Album            | Ghi chú                            |
| 2019 | Rise (Jonas Blue ft IZ*ONE) | Non-album single | Cùng IZ*ONE hợp tác với Jonas Blue |

### Góp mặt trong các video âm nhạc
| Năm  | MV                                  | Vai trò               |      | Năm                      | MV                    | Vai trò |
| 2018 | La Vie En Rose                      | Thành viên của IZ*ONE | 2020 | Fiesta                   | Thành viên của IZ*ONE |         |
| 2019 | Suki to Iwasetai (好きと言わせたい) | Thành viên của IZ*ONE | 2020 | Secret Story of the Swan | Thành viên của IZ*ONE |         |
| 2019 | Violeta                             | Thành viên của IZ*ONE | 2020 | Beware                   | Thành viên của IZ*ONE |         |
| 2019 | Bueno Aires                         | Thành viên của IZ*ONE | 2020 | Panorama                 | Thành viên của IZ*ONE |         |
| 2019 | Vampire                             | Thành viên của IZ*ONE | 2021 | D-D-Dance                | Thành viên của IZ*ONE |         |

### Chương trình truyền hình
| Năm  | Kênh        | Tên chương trình                          | Ghi chú                                                      | Chú thích |
| 2018 | Mnet        | Produce 48                                | Thí sinh - Xếp hạng 12 Show sống còn tạo nên IZ*ONE          | IZ*ONE    |
| 2018 | JTBC        | Idol Room                                 | Tập 25 - Cùng IZ*ONE                                         | IZ*ONE    |
| 2018 | MBC Every 1 | Weekly Idol                               | Tập 379 - Cùng IZ*ONE                                        | IZ*ONE    |
| 2018 | TvN         | Comedy Big League                         | Tập 286 - Cùng Hyewon, Hitomi, Yujin                         | IZ*ONE    |
| 2018 | XtvN        | Heol Quiz                                 | Cùng IZ*ONE                                                  | IZ*ONE    |
| 2018 | JTBC        | Human Intelligence - The Most Perfect A.I | Cùng IZ*ONE                                                  | IZ*ONE    |
| 2018 | Mwave       | MEET&GREET                                | Cùng IZ*ONE                                                  | IZ*ONE    |
| 2018 | Olleh TV    | Amigo TV Season 4                         | Cùng IZ*ONE                                                  | IZ*ONE    |
| 2019 | Mnet        | Produce X 101                             | Tập chung kết, tham gia đại diện nhóm thắng cuộc mùa trước   | IZ*ONE    |
| 2019 | MBC         | Idol Star Athletics Championships         | Tham gia Chạy tiếp sức 400M cùng Hyewon, Yena, Eunbi         | IZ*ONE    |
| 2019 | JTBC        | Idol Room                                 | Tập 44 - Cùng IZ*ONE                                         | IZ*ONE    |
| 2019 | MBC Every 1 | Weekly Idol                               | Tập 402 - Cùng IZ*ONE                                        | IZ*ONE    |
| 2019 | Mwave       | MEET&GREET                                |                                                              | IZ*ONE    |
| 2019 | JTBC        | Knowing bros                              | Tập 178 - Cùng IZ*ONE                                        | IZ*ONE    |
| 2019 | KBS         | Immortal Songs                            | Tập 400 - Cùng IZ*ONE                                        | IZ*ONE    |
| 2019 | Mnet        | Mnet TMI News                             | Tập 1 - Cùng IZ*ONE                                          | IZ*ONE    |
| 2019 | TvN         | Problematic Men / The Brainiacs           | Tập 205 - Cùng IZ*ONE                                        | IZ*ONE    |
| 2019 | Mnet        | Guess My Next Move                        | Tập 3 - Tham gia với tư cách bạn của Daehwi                  | IZ*ONE    |
| 2019 | Mnet        | KCON 2019 Japan                           | MC đặc biệt cùng Chaewon, Eunbi và Nako                      | IZ*ONE    |
| 2019 | Mnet        | KCON 2019 NY                              | Cùng IZ*ONE                                                  | IZ*ONE    |
| 2019 | Mnet        | KCON 2019 LA                              | Cùng IZ*ONE                                                  | IZ*ONE    |
| 2019 | MBC         | Idol Star Athletics Championships         | Tham gia Chạy tiếp sức 400M cùng Yena, Chaewon, Eunbi        | IZ*ONE    |
| 2019 | Mnet        | KCON 2019 Thailand                        | Cùng IZ*ONE                                                  | IZ*ONE    |
| 2019 | Netflix     | Butsted 2                                 | Tập 8 - Cùng IZ*ONE                                          | IZ*ONE    |
| 2020 | KBS         | Immortal Songs 2                          | Tập 451 - Cùng IZ*ONE                                        | IZ*ONE    |
| 2020 | Mnet        | KCON: TACT SUMMER                         | Cùng IZ*ONE                                                  | IZ*ONE    |
| 2020 | MBC         | King of Mask Singer                       | Tập 263 - Cùng Sakura                                        | IZ*ONE    |
| 2020 | JTBC        | Just Comedy                               | Tập 3 - Cùng Eunbi, Yena, Minju, Nako, Yuri, Yujin, Wonyoung | IZ*ONE    |
| 2020 | KBS         | Immortal Songs 2                          | Tập 468 - Cùng IZ*ONE                                        | IZ*ONE    |

### Chương trình thực tế
| Năm      | Kênh    | Tên chương trình                | Ghi chú               |      | Năm          | Kênh                             | Tên chương trình      | Ghi chú |
| 2018     | Mnet    | IZ*ONE Chu                      | Thành viên của IZ*ONE | 2020 | Mnet         | BLOOM*IZ Comeback Show           | Thành viên của IZ*ONE |         |
| 2018     | Mnet    | IZ*ONE CHU Show Con             | Thành viên của IZ*ONE | 2020 | Mnet         | Oneiric Dairy Comeback Show      | Thành viên của IZ*ONE |         |
| 2018     | Mnet    | QT Show                         | Thành viên của IZ*ONE | 2020 | U+ Idol Live | IZ*ONE Eat-ing Trip              | Thành viên của IZ*ONE |         |
| 2018-nay | YouTube | ENOZI Cam                       | Thành viên của IZ*ONE | 2020 | V Live       | Star Road                        | Thành viên của IZ*ONE |         |
| 2019     | Mnet    | Heart to Heart*IZ Comeback Show | Thành viên của IZ*ONE | 2020 | YouTube      | IZ*ONE Arcade 2                  | Thành viên của IZ*ONE |         |
| 2019     | YouTube | IZ*ONE Arcade                   | Thành viên của IZ*ONE | 2020 | V Live       | LieV                             | Thành viên của IZ*ONE |         |
| 2019     | AbemaTV | IZ*ONE's First Steps in Japan   | Thành viên của IZ*ONE | 2020 | V Live       | IZ*ONE Online Housewarming Party | Thành viên của IZ*ONE |         |
| 2019     | Pooq    | IZ*ONE City                     | Thành viên của IZ*ONE | 2020 | YouTube      | Chemi Room                       | Thành viên của IZ*ONE |         |
| 2019     | Mnet    | IZ*ONE Chu - Secret Friend      | Thành viên của IZ*ONE | 2020 | Mnet         | IZ*ONE Chu – ON:TACT             | Thành viên của IZ*ONE |         |
| 2019     | Mnet    | IZ*ONE StyleVlog in LA          | Thành viên của IZ*ONE | 2021 | U+ Idol Live | IZ*ONE Eat-ing Trip 2            | Thành viên của IZ*ONE |         |
| 2020     | Mnet    | IZ*ONE Chu - Fantasy Campus     | Thành viên của IZ*ONE | 2021 | U+ Idol Live | IZ*ONE Eat-ing Trip 3            | Thành viên của IZ*ONE |         |

### Phim điện ảnh
| Năm  | Tên phim              | Vai        | Nghệ sĩ |
| 2020 | Eyes On Me: The Movie | Chính mình | IZ*ONE  |

## Danh sách đĩa nhạc

### PRODUCE 48
| Album               | Bài hát |
| 30 Girls 6 Concepts | 1000% (Summer Wish)                                                                                               |
| PRODUCE 48 - FINAL  | - 好きになっちゃうだろう？ - 꿈을 꾸는 동안 / 夢を見ている間 (Korean Version) - 夢を見ている間 (Japanese Version) |

## Các hoạt động khác

### Chương trình truyền hình
| Năm  | Kênh                     | Tên chương trình              | Ghi chú                                              |
| 2014 | SBS                      | K-pop Star 3                  | Thí sinh                                             |
| 2015 | Mnet                     | Sixteen                       | Chương trình tuyển chọn thành viên TWICE             |
| 2021 | SBS                      | MMTG                          | Tập 196 - Special Concert                            |
| 2021 | Naver Now                | Seulgi.zip                    | Tập 2                                                |
| 2021 | Mnet                     | Street Women Fighter          | Thí sinh (team WANT) Show vũ đạo sống còn            |
| 2021 | Mnet                     | TMI News                      | Tập 84                                               |
| 2021 | Mnet                     | KCON:TACT HI 5                | Special stage cùng đội WANT của Street Woman Fighter |
| 2021 | tvN D STUDIO             | Get it Beauty K-BOX           | MC cùng E-Tion (ONF) Tập 1 - 10                      |
| 2021 | YouTube (Dum Dum Studio) | Hyojung & Binnie's Sweet Home | Tập 12-1, 12-2                                       |

### Chương trình thực tế
| Năm  | Kênh        | Tên chương trình                        | Ghi chú           |
| 2021 | U+Idol Live | Cheating Trip (IDOL LIVE TRAVEL AGENCY) | cùng Yuri, Hyewon |

### Radio
| Năm       | Kênh | Tiêu đề                 | Ghi chú                                            |
| 30-7-2021 | MBC  | FM4U                    | Khách mời (có sự góp mặt của Yena làm MC đặc biệt) |
|           |      | Park Sohyun's Love Game | Cùng Hyojin Choi                                   |